# 陳逸達
陳逸達（1983年11月23日—），台灣彰化人，台灣棋院職業五段圍棋棋士

## 生平
- 1996年獻麒盃高段組第三名
- 1996年第二屆台中縣木棉盃高段組冠軍
- 1999年全國學生名人賽第二名
- 1999年永大盃業餘選手權賽第一名

## 升段紀錄
- 2001年 1月1 日 入段
- 2002年10月20日 二段
- 2004年 3月16日 三段
- 2007年 1月14日 四段
- 2013年 3月24日 五段

## 戰績

### 國內戰績
- 累計4冠軍，台灣圍棋冠軍榜排名第9名

| 頭銜   | 期數         | 通算期數 | 備註    |
| ------ | ------------ | -------- | ------- |
| CMC盃  | 第3屆，第4屆 | 通算2期  | 累積2冠 |
| 富聚盃 | 第1屆        | 通算1期  | 累積1冠 |
| 魔戒盃 | 第1屆        | 通算1期  | 累積1冠 |

### 國際戰績
| 頭銜 | 年份 | 期數 | 最佳成績 |
| ---- | ---- | ---- | -------- |
|      |      |      |          |